# Norrent-Fontes
Norrent-Fontes (ndl.: Norrem) ist eine französische Gemeinde mit 1.372 Einwohnern (Stand: 1. Januar 2022) im Département Pas-de-Calais in der Region Hauts-de-France. Sie gehört zum Arrondissement Béthune und zum Kanton Lillers (bis 2015: Kanton Norrent-Fontes). Die Einwohner werden Norrent-Fontois genannt.

## Geographie
Norrent-Fontes liegt etwa 20 Kilometer nordwestlich von Béthune. Umgeben wird Norrent-Fontes von den Nachbargemeinden Mazinghem im Norden, Isbergues im Nordosten, Ham-en-Artois im Osten, Bourecq im Südosten, Saint-Hilaire-Cottes im Süden, Rely im Westen und Südwesten, Linghem im Westen sowie Rombly im Nordwesten.
Durch die Gemeinde führt die frühere Route nationale 43.

## Geschichte
Während des Zweiten Weltkriegs befand sich in der Nähe des Ortes der Flugplatz Rely Norrent-Fontes, den auch die deutsche Luftwaffe nutzte. Im Rahmen des Westfeldzugs der Wehrmacht lag hier über den Monatswechsel Mai/Juni 1940 die I. Gruppe des Zerstörergeschwaders 1 (I./ZG 1) mit ihren Bf 110C. Im weiteren Kriegsverlauf war hier dann von Anfang August bis Anfang November 1942 auch noch die mit Bf 109G ausgerüstete 11. Staffel des Jagdgeschwaders 26 (11./JG 26).

## Bevölkerungsentwicklung
| Jahr                      | 1962 | 1968 | 1975 | 1982 | 1990 | 1999 | 2006 | 2013 |
| Einwohner                 | 1280 | 1343 | 1401 | 1490 | 1499 | 1444 | 1435 | 1452 |
| Quelle: Cassini und INSEE |      |      |      |      |      |      |      |      |

## Sehenswürdigkeiten
- Kirche Saint-Vaast aus dem 16. Jahrhundert
- Kapelle Marie-Reine-de-la-Paix
- zwei Mühlen

## Persönlichkeiten
- Henri Fréville (1905–1987), Politiker und Schriftsteller
- Jules Noël (1903–1940), Kugelstoßer und Diskuswerfer